# Bahnstrecke Barcelona–Martorell–Tarragona
| Doppeltraktion der Baureihe 447 bei Lavern-Subirats | |                                                        |                                                        |
| | |                                                        |                                                        |
| Streckennummer: | 220 (Barcelona–L’Hospitalet de Llobregat) 240 (L’Hospitalet de Llobregat–Sant Vicenç de Calders) 600 (Sant Vicenç de Calders–Tarragona) |                                                        |                                                        |
| Streckenlänge: | 99 km |                                                        |                                                        |
| Spurweite: | 1668 mm (Iberische Spur) |                                                        |                                                        |
| Stromsystem: | 3 kV = |                                                        |                                                        |
| Streckengeschwindigkeit: | 160 km/h |                                                        |                                                        |
| Zugbeeinflussung: | ASFA |                                                        |                                                        |
| | |                                                        |                                                        |
| Weitere Spurweite: | 1435 mm (Normalspur) Bif. Llobregat–Bif. Rubí (ein Streckengleis) (Dreischienengleis)                                                   |                                                        |                                                        |
| \| \| \| Strecke von Barcelona-França/El Clot-Aragó \| \| \| \| \| Strecke von Torre Baró \| \| \| \| 369,9 \| Barcelona-Sants \| Barcelona-Sants \| \| \| \| SFS Madrid–Barcelona \| \| \| \| \| \| \| \| \| \| Strecke nach La Plana - Picamoixons über Castelldefels \| \| \| \| \| ehem. Strecke von Bellvitge \| \| \| \| 95,2 \| L’Hospitalet de Llobregat \| Linienende \| \| \| \| Sant Ildefons \| \| \| \| 92,5 \| Cornellá \| Cornellá \| \| \| 91,0 \| Sant Joan Despí \| Sant Joan Despí \| \| \| \| B-23 \| \| \| \| \| San Feliu de Llobregat \| \| \| \| 85,3 \| Molins de Rei \| Linienende \| \| \| \| B-23 \| \| \| \| 82,0 \| El Papiol \| El Papiol \| \| \| \| vom Hafen Barcelona (Bif. Llobregat (Abzw))[Anm. 1] \| \| \| \| \| SFS Madrid–Barcelona \| \| \| \| \| Strecke nach El Papiol–Mollet (Bif. Rubí (Abzw))[Anm. 2] \| \| \| \| \| Strecke von/nach El Papiol–Mollet \| \| \| \| \| Metro del Baix Llobregat (FGC) \| \| \| \| \| AP-7 \| \| \| \| 76,8 \| Castellbisbal \| Castellbisbal \| \| \| \| Llobregat \| \| \| \| \| AP-2 \| \| \| \| 73,2 \| Martorell Übergang zur FCE \| Martorell Übergang zur FCE \| \| \| \| AP-7 \| \| \| \| \| von/zum SEAT-Werk Martorell \| \| \| \| 67,1 \| Gelida \| Gelida \| \| \| \| AP-7 \| \| \| \| \| SFS Madrid–Barcelona \| \| \| \| 60,1 \| Sant Sadurní d’Anoia \| Sant Sadurní d’Anoia \| \| \| 56,4 \| Lavern-Subirats \| Lavern-Subirats \| \| \| 51,7 \| La Granada \| La Granada \| \| \| \| \| \| \| \| 48,3 \| Vilafranca del Penedès \| Vilafranca del Penedès \| \| \| \| \| \| \| \| \| AP-7 \| \| \| \| 43,3 \| Els Monjos \| Els Monjos \| \| \| \| SFS Madrid–Barcelona \| \| \| \| 36,5 \| Arbós \| Arbós \| \| \| 28,7 \| Vendrell \| Vendrell \| \| \| \| C-32 \| \| \| \| \| Strecke von Barcelona über Castelldefels \| \| \| \| 24,8 \| Sant Vicenç de Calders \| Linienende \| \| \| \| Strecke nach La Plana - Picamoixons \| \| \| \| 13,6 \| Torredembarra \| Torredembarra \| \| \| 10,8 \| Altafulla-Tamarit \| Altafulla-Tamarit \| \| \| 0,0 275,6 \| Tarragona \| Tarragona \| \| \| \| Strecken nach Valencia und Lleida Pirineus \| \| | |                                                        |                                                        |
| Strecke (im Tunnel) | | Strecke von Barcelona-França/El Clot-Aragó             | Strecke von Barcelona-França/El Clot-Aragó             |
| Abzweig geradeaus und von links (im Tunnel) | | Strecke von Torre Baró                                 | Strecke von Torre Baró                                 |
| Bahnhof (im Tunnel) | 369,9 | Barcelona-Sants                                        | Barcelona-Sants                                        |
| Kreuzung mit Tunnelstrecke (im Tunnel) | | SFS Madrid–Barcelona                                   | SFS Madrid–Barcelona                                   |
| Tunnelende | |                                                        |                                                        |
| Abzweig geradeaus und nach links | | Strecke nach La Plana - Picamoixons über Castelldefels | Strecke nach La Plana - Picamoixons über Castelldefels |
| Abzweig geradeaus und ehemals von links | | ehem. Strecke von Bellvitge                            | ehem. Strecke von Bellvitge                            |
| Bahnhof | 95,2 | L’Hospitalet de Llobregat                              | Linienende                                             |
| ehemaliger Haltepunkt / Haltestelle | | Sant Ildefons                                          | Sant Ildefons                                          |
| Bahnhof | 92,5 | Cornellá                                               | Cornellá                                               |
| Haltepunkt / Haltestelle | 91,0 | Sant Joan Despí                                        | Sant Joan Despí                                        |
| Strecke mit Straßenbrücke | | B-23                                                   | B-23                                                   |
| Bahnhof | | San Feliu de Llobregat                                 | San Feliu de Llobregat                                 |
| Haltepunkt / Haltestelle | 85,3 | Molins de Rei                                          | Linienende                                             |
| Strecke mit Straßenbrücke | | B-23                                                   | B-23                                                   |
| Haltepunkt / Haltestelle | 82,0 | El Papiol                                              | El Papiol                                              |
| Abzweig geradeaus und von links | | vom Hafen Barcelona (Bif. Llobregat (Abzw))            | vom Hafen Barcelona (Bif. Llobregat (Abzw))            |
| Kreuzung geradeaus unten | | SFS Madrid–Barcelona                                   | SFS Madrid–Barcelona                                   |
| Abzweig geradeaus und nach rechts | | Strecke nach El Papiol–Mollet (Bif. Rubí (Abzw))       | Strecke nach El Papiol–Mollet (Bif. Rubí (Abzw))       |
| Abzweig geradeaus, nach rechts und von rechts | | Strecke von/nach El Papiol–Mollet                      | Strecke von/nach El Papiol–Mollet                      |
| Kreuzung geradeaus unten | | Metro del Baix Llobregat (FGC)                         | Metro del Baix Llobregat (FGC)                         |
| Strecke mit Straßenbrücke | | AP-7                                                   | AP-7                                                   |
| Bahnhof | 76,8 | Castellbisbal                                          | Castellbisbal                                          |
| Brücke über Wasserlauf | | Llobregat                                              | Llobregat                                              |
| Strecke mit Straßenbrücke | | AP-2                                                   | AP-2                                                   |
| Bahnhof | 73,2 | Martorell Übergang zur FCE                             | Martorell Übergang zur FCE                             |
| Strecke mit Straßenbrücke | | AP-7                                                   | AP-7                                                   |
| Abzweig geradeaus, nach rechts und von rechts | | von/zum SEAT-Werk Martorell                            | von/zum SEAT-Werk Martorell                            |
| Haltepunkt / Haltestelle | 67,1 | Gelida                                                 | Gelida                                                 |
| Strecke mit Straßenbrücke | | AP-7                                                   | AP-7                                                   |
| Kreuzung geradeaus unten | | SFS Madrid–Barcelona                                   | SFS Madrid–Barcelona                                   |
| Haltepunkt / Haltestelle | 60,1 | Sant Sadurní d’Anoia                                   | Sant Sadurní d’Anoia                                   |
| Haltepunkt / Haltestelle | 56,4 | Lavern-Subirats                                        | Lavern-Subirats                                        |
| Haltepunkt / Haltestelle | 51,7 | La Granada                                             | La Granada                                             |
| Tunnelanfang | |                                                        |                                                        |
| Bahnhof (im Tunnel) | 48,3 | Vilafranca del Penedès                                 | Vilafranca del Penedès                                 |
| Tunnelende | |                                                        |                                                        |
| Strecke mit Straßenbrücke | | AP-7                                                   | AP-7                                                   |
| Haltepunkt / Haltestelle | 43,3 | Els Monjos                                             | Els Monjos                                             |
| Kreuzung geradeaus unten | | SFS Madrid–Barcelona                                   | SFS Madrid–Barcelona                                   |
| Haltepunkt / Haltestelle | 36,5 | Arbós                                                  | Arbós                                                  |
| Haltepunkt / Haltestelle | 28,7 | Vendrell                                               | Vendrell                                               |
| Strecke mit Straßenbrücke | | C-32                                                   | C-32                                                   |
| Abzweig geradeaus und von links | | Strecke von Barcelona über Castelldefels               | Strecke von Barcelona über Castelldefels               |
| Bahnhof | 24,8 | Sant Vicenç de Calders                                 | Linienende                                             |
| Abzweig geradeaus und nach rechts | | Strecke nach La Plana - Picamoixons                    | Strecke nach La Plana - Picamoixons                    |
| Haltepunkt / Haltestelle | 13,6 | Torredembarra                                          | Torredembarra                                          |
| Haltepunkt / Haltestelle | 10,8 | Altafulla-Tamarit                                      | Altafulla-Tamarit                                      |
| Bahnhof | 0,0 275,6 | Tarragona                                              | Tarragona                                              |
| Strecke | | Strecken nach Valencia und Lleida Pirineus             | Strecken nach Valencia und Lleida Pirineus             |

Die Bahnstrecke Barcelona–Martorell–Tarragona ist eine elektrifizierte breitspurige Bahnstrecke in Spanien. Betreiber ist das staatliche spanische Eisenbahninfrastrukturunternehmen Adif. Die Strecke ist Bestandteil des Corredor Mediterráneo (Mittelmeerkorridor).

## Geschichte
| Eröffnungsdatum   | Streckenabschnitt       |
| ----------------- | ----------------------- |
| 26. November 1854 | Barcelona–Molins de Rei |
| 10. November 1856 | Molins de Rey–Corominas |
| 23. Juni 1859     | Corominas–Martorell     |
| 15. April 1865    | Martorell–Tarragona     |

Mit der Eröffnung der ersten spanischen Eisenbahnstrecke zwischen Barcelona und Mataró im Jahre 1848 wuchs das Eisenbahnnetz, rund um die katalanische Hauptstadt stetig an. Bereits 1850 erhielt der Ingenieur Michael de Bergue die Konzession zum Bau einer Bahnstrecke zwischen Barcelona und Molins de Rei. Der erste Abschnitt nach Molins de Rei wurde bereits 1854 in Betrieb genommen, 1859 erfolgte die Verlängerung nach Martorell. Schon vor der Eröffnung des ersten Teilabschnitts wurde klar, dass sich die Bahnstrecke wirtschaftlich nicht rentieren würde. So begannen 1852 die Planungen weiterer Streckenerweiterungen. Die 1853 gegründete Bahngesellschaft Camino de Hierro del Centro favorisierte einen möglichen Trassenverlauf nach Valls. Die Frühphase der spanischen Eisenbahngeschichte war durch zahlreiche Neubauprojekte konkurrierender Unternehmen geprägt. So erhielt die Camino de Hierro del Centro lediglich die Konzession zum Bau einer Bahnstrecke nach Tarragona. Valls wurde erst 1883 über die Küstenstrecke La Plana - Picamoixons–Barcelona durch den Mitbewerber Compañía de los Ferrocarriles Directos de Madrid y Zaragoza a Barcelona erschlossen. In dieser Zeit entstand auch der neue Kreuzungsbahnhof Sant Vicenç de Calders. Die gesamte Strecke wurde später zweigleisig ausgebaut und in den 1950er-Jahren elektrifiziert.

## Streckenbeschreibung

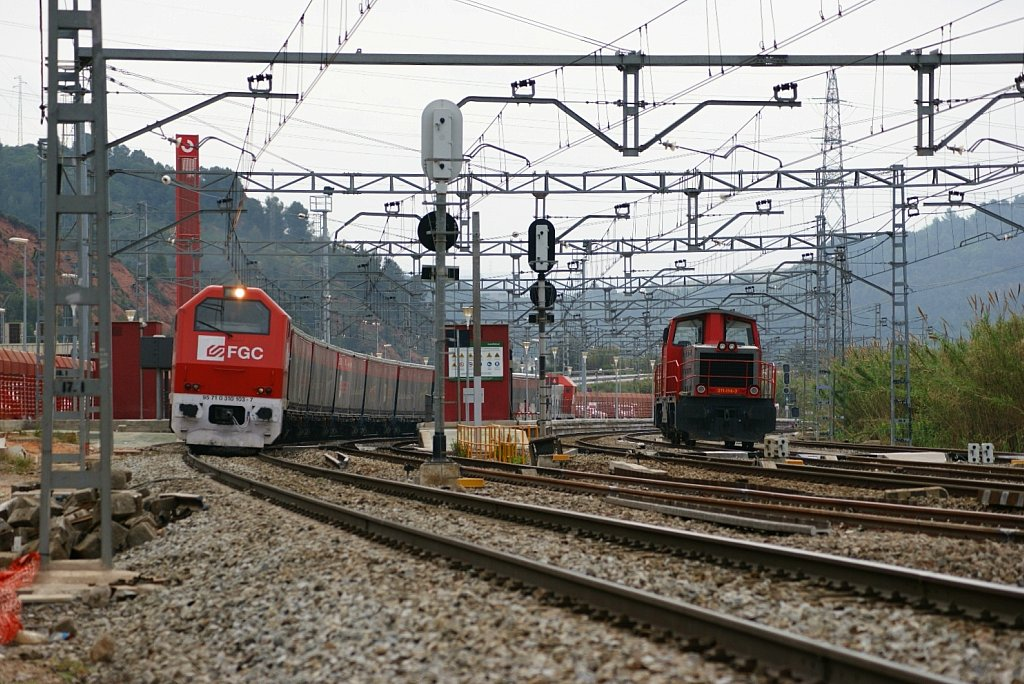
Bahnhof Castellbisbal

Die Strecke beginnt mit dem Abzweig der Strecke nach La Plana - Picamoixons, kurz hinter Barcelonas Stadtgrenze in L’Hospitalet de Llobregat. Hinter dem Bahnhof Cornellá biegt die Trasse in nordwestliche Richtung ab und folgt dem Flusstal des Llobregat auf der linken Flussseite. Nach einem Tunnel hinter Castellbisbal wird der Llobregat überquert und der Bahnhof Martorell erreicht. Die Bahntrasse wurde Mitte der 1980er-Jahre innerhalb des Stadtgebiets überdeckelt und von einer Straße überbaut. Hinter Martorell folgt die Trasse im Wesentlichen der Autobahn AP-7 bis Vendrell. Auch die Schnellfahrstrecke Madrid–Barcelona–Französische Grenze verläuft hinter Martorell und El Vendrell größtenteils neben der Bestandsstrecke und wird mehrfach unterquert. Mit dem Bau der Schnellfahrstrecke wurde auch der Bahnhof von Vilafranca del Penedès und ein Teil der Altstrecke unterirdisch verlegt. Hinter El Vendrell führt die Trasse Richtung Mittelmeer zum Kreuzungsbahnhof Sant Vicenç de Calders. Die Strecke südwestlich von Sant Vicenç de Calders bis Tarragona liegt zumeist in unmittelbarer Nähe zur Küste.

## Betrieb
Personenverkehr findet auf gesamter Streckenlänge statt, der Abschnitt zwischen Barcelona und Sant Vicenç de Calders wird von der Linie R4 der Rodalies Barcelona bedient.
. Zwischen Molins de Rei bzw. in L’Hospitalet de Llobregat wird der Vorortverkehr nach Barcelona zusätzlich durch die Linien R1 und R3 ergänzt. Der westlichen Abschnitt, zwischen Sant Vicenç de Calders und Tarragona, wird durch Regionalzüge bedient. Für den Güterverkehr ist insbesondere das SEAT-Werk in Martorell von großer Bedeutung sowie die Bahnverbindung zum Hafen von Barcelona.

## Planungen
Gegenwärtig finden zwischen dem Castellbisbal und dem Anschluss zum SEAT-Werk in Martorell größere Bauarbeiten statt. Hierbei wird ein alter Bahntunnel reaktiviert, der 1980 nach einer Streckenverlegung durch den zweigleisigen Ausbau, stillgelegt wurde. Die künftig drei Streckengleise  werden auf Dreischienengleise umgebaut, die sowie den Betrieb auf Normalspur (1435 mm) und iberischer Breitspur (1668 mm) erlauben. Der Knotenpunkt gilt mit 250 Zugfahrten pro Tag als der dichtbefahrenste Spaniens.
Im Rahmen des Projektes Corredor Mediterráneo soll die gesamte Strecke langfristig viergleisig ausgebaut und auf Normalspur umgestellt werden.